# Rado (palatino)
Rado in ungherese Radó (... – 1057) fu un nobile ungherese che ricoprì la carica di palatino (in latino comes palatii) intorno al 1057, durante il regno di Andrea I d'Ungheria.
In qualità di palatino, nel 1057 Rado donò alcuni feudi all'abbazia di Szávaszentdemeter (in latino Sirmium, la moderna Sremska Mitrovica, in Serbia). Morì in quello stesso anno. In seguito la vedova Lucia commemorò i suoi parenti orfani in una carta.
Dal nome di origine slava, è possibile che Rado discendesse da Gavril Radomir, un figlio dell'imperatore bulgaro Samuele (al potere dal 997 al 1014).